# John Belushi
John Adam Belushi (AFI: [bəˈluːʃi]; Chicago, 24 gennaio 1949 – West Hollywood, 5 marzo 1982) è stato un attore, cantante e comico statunitense.
Considerato all'epoca del suo debutto al Saturday Night Live come uno dei maggiori talenti comici statunitensi, è rimasto celebre soprattutto per i due film (ne girò in totale solamente otto prima della prematura scomparsa) diretti da John Landis, Animal House (1978) e soprattutto The Blues Brothers (1980), nel quale recitò accanto al grande amico Dan Aykroyd.
Belushi morì il 5 marzo 1982 a West Hollywood, California, dopo un'intossicazione dovuta a una miscela di cocaina ed eroina (speedball) all'età di 33 anni.

## Biografia

### Infanzia e gioventù
Belushi nacque a Humboldt Park, un quartiere di Chicago (nell'Illinois), il 24 gennaio 1949. Il padre, Adam Belushi (1919-1996), era un immigrato albanese originario di Qytezë (Kolonje) che nel 1934, all'età di quindici anni, decise di emigrare negli Stati Uniti, a Chicago, dove pochi anni dopo aprì due ristoranti (era partito da semplice commesso); la madre, Agnes Samaras (1922-1989), era una farmacista statunitense, nata ad Akron, nell'Ohio, nel 1922, figlia di immigrati albanesi giunti negli Stati Uniti nel 1915 (il padre, proprio come Adam, era di Qytezë, mentre la madre proveniva da una comunità albanofona della Grecia in Ciamuria), ambedue nati nel 1864.

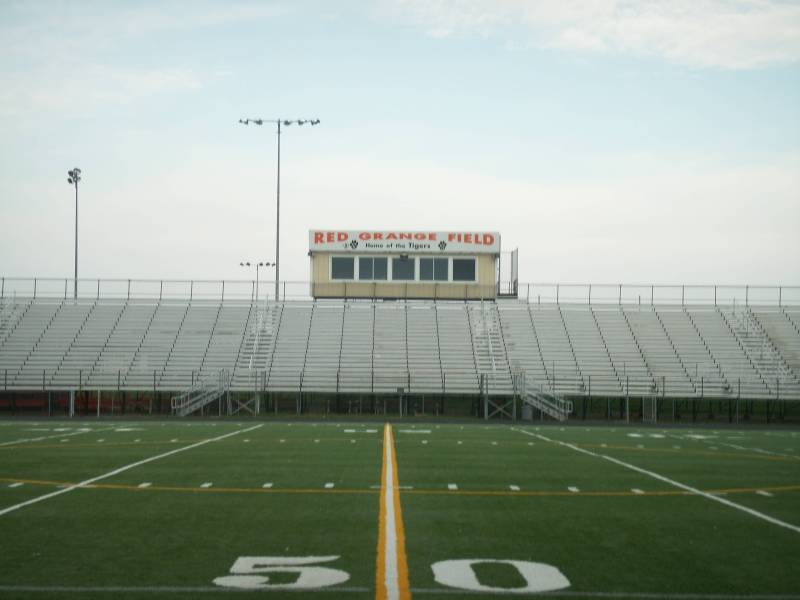
Il campo di football della Wheaton Central High School, a Wheaton

John aveva una sorella, Marian, maggiore di 12 anni e due fratelli più piccoli: James Adam, o "Jim", (più piccolo di 5 anni), e William Adam, o "Billy", nato il giorno dell'undicesimo compleanno di John (24 gennaio 1960). Riguardo alla religione, la famiglia Belushi (compreso lo stesso John) rimase sempre fedele alla Chiesa ortodossa d'Albania (sin dall'età di tre anni John seguiva una parrocchia legata alla chiesa di S. Nicola in Albania, precisamente nel quartiere di Westside). La sua infanzia fu tutto sommato felice. All'età di 6 anni, si trasferì con la famiglia a Wheaton, un'area metropolitana della Contea di DuPage distante circa 40 km da Chicago, dove Adam aprì i suoi due ristoranti; in un primo momento per John fu molto difficile adeguarsi alla nuova vita a Wheaton, ma col tempo divenne sempre più facile e già dalle elementari il piccolo Belushi aveva il piacere di fare scherzi agli adulti per far ridere i suoi amici. Un segno del futuro comico.
Nel 1963 entrò nella prestigiosa Wheaton Central High School (oggi Wheaton Warrenville South High School), dove la sua vita ebbe un decisivo sviluppo. Si fidanzò a 15 anni con la sua futura moglie Judy Jacklin, che era sua amica dal suo trasferimento a Wheaton (era nata lì). Sempre al liceo, John coltivò appieno tre grandi passioni: il football, la batteria e il teatro. Giocava a football sin da piccolo e non ci mise molto a farne una passione. Al liceo il suo talento per questo sport si fece ancora più evidente, tanto che venne nominato capitano della sua squadra. John nutriva anche una profonda passione per la musica: a 12 anni cominciò a prendere lezioni di batteria e si dimostrò talentuoso anche nel canto. Era fan di Elvis Presley e dei Rolling Stones.
La capacità di far ridere lo portò a essere protagonista in tutte le commedie della scuola. La sua dote era talmente evidente che il suo professore di recitazione Dan Payne e il preside della scuola convinsero e spinsero John a intraprendere la carriera di comico. Payne dichiarò in seguito in TV che era un talento straordinario, che a scuola intratteneva tutti improvvisando e che sarebbe stato un peccato sprecare questo talento. Visto che il professore e sua moglie lavoravano nel teatro estivo di Chicago Shawnee Summer Theater, John si convinse a tentare un provino e saggiare il risultato. Ci andò proprio con Payne, che rimase in macchina per non influenzarlo con la sua presenza. Già mezz'ora dopo John fu accolto nella compagnia a braccia aperte. Il padre non fu molto contento della scelta, poiché avrebbe preferito che si occupasse degli affari di famiglia (John era già aiuto-cameriere).

### L'esperienza teatrale e i "West Compass Players"
Nel 1967 John prese il diploma e quindi cominciò a dedicarsi più seriamente al teatro. Lo Shawnee, come teatro, era attivo solo d'estate, ma in questo periodo veniva dato un nuovo spettacolo ogni giorno, e John vi partecipò attivamente fino al 1971. Per lui a un certo punto arrivò un'occasione da non perdere: gli furono offerte due borse di studio per il football e il teatro al DuPage College a Chicago, dove però non poté partecipare ai normali corsi per i suoi voti troppo bassi (al DuPage College rimase comunque per due anni, dal 1968 al 1969); questo fu un vero scherzo del destino, poiché gli si presentò la possibilità di diventare allenatore di football e la perse in questo modo. Provò in seguito anche con la University of Wisconsin-Whitewater, ma la lasciò in anticipo, convinto di voler dedicarsi al teatro, ormai l'unica passione che gli era rimasta e dove godeva di grande popolarità proprio grazie allo Shawnee.
Qui divenne un attore professionista: acquisì tutte le sfumature della commedia, imparò l'arte della satira e della parodia e vide confermato il piacere che aveva sin da piccolo nel far ridere la gente. La fidanzata lo appoggiava pienamente, così come la sua famiglia, quella di Judy, e in modo particolare il professor Payne (che ce la mise tutta per farlo arrivare a questo). La strada di John si stava aprendo, anche se mancava molto ancora per sfondare: in questi tempi e negli anni seguenti, anche suo fratello Jim nutrirà un grande orgoglio per John e con questo un crescente interesse per il teatro comico (strada che anche lui intraprenderà).
Nell'estate del 1968, mentre John era al college, a Chicago erano arrivate le conseguenze della guerra del Vietnam e con essa la repressione degli esponenti del Partito Democratico e quindi anche dei movimenti studenteschi, che in quel periodo manifestavano contro la guerra. Ci furono imponenti rivolte studentesche a Chicago, che furono per la maggior parte domate con i gas lacrimogeni, che causavano nelle vittime forte bruciore agli occhi e tosse. Molti studenti furono colpiti e uno di questi era John Belushi (il cognato Bob Jacklin racconterà di averlo visto in TV mentre veniva colpito da un idrante durante le manifestazioni), che dopo esperienze come queste divenne molto attivo politicamente e contrarissimo alla guerra: cominciò ad avere rapporti di amicizia al college con quelli che la pensavano come lui, sia nella politica sia nel teatro.
Nacque così l'idea di formare un trio comico denominato "West Compass Players", nome preso dal reale gruppo teatrale di Chicago "Compass Players", con l'appellativo "West" che stava a significare che venivano tutti e tre da quartieri occidentali (era anche una tattica per fare soldi durante l'anno, visto che lo Shawnee era un teatro funzionante solo d'estate). Il trio era composto da John, da Tino Insana e da Steve Beshekas, che erano entrambi suoi amici d'infanzia e dei quali Tino Insana diventò un comico come John. John trovò un locale dove esibirsi con il trio e ogni venerdì e sabato i tre davano in questo locale uno spettacolo nuovo: i loro show traevano ispirazione dalla stampa e dalla "Second City", dove poi John entrerà.
Il 5 gennaio 1970 il trio West Compass players ricevette il premio "Associate of Arts" per la creatività e la fantasia nel teatro comico, diventando così sempre più popolare a Chicago. Nei primi mesi del 1971 si presentò per il trio l'occasione di fare un provino alla compagnia teatrale "The Second City", con sedi a Chicago, Toronto e Los Angeles: l'idea fu del regista dello show Bernie Salhins che, accortosi di come il trio in quasi ogni sua esibizione rubava le idee a The Second City, pensò di ingaggiarlo nella sua troupe. Il provino fu ancora migliore del precedente: non solo fece impazzire Bernie Salhins, ma venne immediatamente integrato nella compagnia principale (evento accaduto solo in quel caso).
Tuttavia solo John piacque così tanto al regista, alla produttrice Joyce Sloan (che definì il suo talento "virtù di nascita") e a tutta la troupe: già nel febbraio 1971 era un membro integrante della troupe e subito si fece molto notare con la sua forte personalità. La prima notte di lavoro nello show disse alla fidanzata: "Questo è ciò che voglio fare". In seguito la coppia acquistò un appartamento proprio di fronte al teatro, in modo da averlo a due passi (Judy si stava laureando in arte alla University of Illinois). In The Second City Belushi fu un membro decisivo, fortissimo e rivoluzionario: fu lui a renderlo una continua commedia (prima le recite erano composte da opere classiche, filosofiche e letterarie).
John si diede subito da fare, sia per lo show, sia per la troupe: aveva un ruolo decisivo e ogni volta il suo successo era enorme. Da ragazzo aveva cominciato per caso a fare l'imitazione di suo padre Adam e di suo zio e da lì nacquero tutti i suoi più famosi personaggi (come Joe Cocker, Amleto e il sindaco di Chicago Richard Daley), che poi sfoceranno alla SNL. Cominciò proprio qui il suo repertorio di personaggi, che in seguito divenne una specie di marchio di John: portò nella troupe un'ondata d'aria nuova, col suo nuovo stile di comicità che fondeva musica e commedia. Stante la scarsità di copioni, sviluppò una grande abilità nell'improvvisazione, cosa che andò a suo vantaggio.
Tutto questo è oggi spesso affermato da registi e suoi amici che lavorarono con lui: la produttrice dello show, Joyce Sloan, in un'intervista affermò sempre più sorpresa che tutte le regole che c'erano in quel teatro d'improvvisazione venivano infrante da John, ma per il pubblico non c'era differenza perché "lo adoravano". Lo scopo dello show era proprio quello di lanciare nel cinema i nuovi attori e con loro nuovi stili di comicità: Belushi conobbe comici come Joe Flaerthy, Bill Murray, John Candy e Brian Murray, che erano lì in quel momento. Tuttavia, rimase nello show solo 3 anni, poiché nell'ottobre del 1972 Tony Hendra, editore della rivista di New York National Lampoon, gli offrì una parte nello show che a breve avrebbe dovuto dirigere, National Lampoon's Lemmings, una parodia del Festival di Woodstock che, invece di avere come slogan "tre giorni di pace, amore e musica", aveva "tre giorni di musica, pace e morte".
Erano stati scelti attori come Christopher Guest o Chevy Chase per fare la caricatura non di personaggi politici, ma di giovani cantanti emergenti: vedendo la perfetta imitazione di Joe Cocker fatta da John, Tony Hendra non solo gli offrì questa parte nello show, ma anche un importante lavoro alla rivista National Lampoon di New York. Sia lui sia Judy non ebbero dubbi sul da farsi e già nei primi mesi del 1973 la coppia era a New York per lo show, che riscosse un notevole successo, buoni incassi, ottima critica, esaltazione del personaggio di John e un notevole aumento delle vendite alla rivista. È in questo periodo che John cominciò ad assumere sostanze stupefacenti e soprattutto cocaina, illuso di riuscire a recitare meglio e di non accorgersi neanche di averlo fatto: questo fu un errore dal quale non riuscirà più a liberarsi.
Dal 1973 al 1975 gli fu offerto di partecipare a un programma comico radiofonico: il National Lampoon's Radio Hour, che andava in onda in 600 stazioni ed era soprattutto basato sulla musica improvvisata. Alla rivista National Lampoon John aveva lavorato spesso e apparve molte volte in copertina, così come sulla rivista Rolling Stone e la rivista People. Il 1975 fu l'anno in cui John lasciò la National Lampoon per dedicarsi a uno show molto più innovativo, il Saturday Night Live. Quindi si trasferì a Los Angeles; il 31 dicembre 1976 si sposò con Judy Jacklin, sua fidanzata fin da quando aveva 15 anni.

### Il successo alSaturday Night Live
A Toronto Belushi conobbe Dan Aykroyd, con il quale instaurò un solido rapporto lavorativo e una profonda amicizia: negli anni dal 1975 al 1979 la coppia sarà protagonista del cast originale del celebre show della NBC, il Saturday Night Live, un programma che rivoluzionò la televisione statunitense e che portò i due comici al successo. John Belushi era considerato da molti il massimo della comicità della fine degli anni settanta al SNL: i suoi personaggi erano circa 49 solo al SNL, e in più c'erano quelli dei film. In tutto erano quasi 60 personificazioni, la maggior parte delle quali erano caricature di famosi personaggi emergenti nel campo musicale (come il già citato Cocker) o già famosi (come John Lennon), o anche note personalità politiche (come il diplomatico statunitense Henry Kissinger), fino a grandi personaggi storici (come Ludwig van Beethoven, Hermann Göring, Benito Mussolini, Adolf Hitler o Gandhi).
La sua fama raggiunse l'apice. Con comici come Bill Murray, Gilda Radner, Chevy Chase, Jane Curtin, Eric Idle, Steve Martin e soprattutto Dan Aykroyd organizzava saghe e lunghe recite in diretta alla NBC, molto spesso scritte da Aykroyd (a volte anche dallo stesso John) che, in diversi casi, facevano la parodia di famosi film del tempo, usando i personaggi preferiti di John. Del resto il vero talento di Belushi era la parodia: rimasta famosa è quella del film La febbre del sabato sera (Saturday Night Fever), intitolata "Samurai Night Fever", in cui Belushi interpretava John Travolta come "Samurai". I due suoi personaggi davvero di spicco erano "Il Samurai Futaba" e "Joliet Jake Blues"; mentre il personaggio famoso più spesso imitato da lui era Joe Cocker.
Queste tre imitazioni segnarono la carriera di John Belushi, a cominciare dal Samurai Futaba: fu il suo primo personaggio davvero famoso e già pochi mesi dopo essere entrato nella troupe, comparve un episodio intitolato "Samurai Hotel", in cui faceva - sempre nel ruolo del Samurai - l'incaricato alla reception in un hotel che si metteva a combattere col machete contro un suo amico per portare le valigie di un cliente lì fermo e impaziente. Molte altre saghe sono rimaste famose, come "Samurai Dry Cleaners" o "Samurai Delicatessen". In tutto, le puntate in cui John comparve nei 5 anni furono 88 in cui lui era protagonista, 367 in cui era solo partecipe e 16 di queste solo nel ruolo del Samurai. Il "Samurai" fu anche presentato nel 1976 come cantante e chitarrista in un concerto di Frank Zappa.
Il cantante Joe Cocker, invece, era imitato da John sin dalla Second City, aveva avuto successo su Lemmings e al SNL ne tenne 5 personificazioni: tutti quelli che lo vedevano affermavano che il movimento delle mani, della faccia e di tutto il resto del corpo era esattamente uguale a quello del cantante, atteggiamento poi esagerato per farne la caricatura. Le sue 5 puntate con Joe Cocker le tenne tra il 1975 e il 1976: durante l'ultima John cantò addirittura a fianco del vero Cocker, invitato al SNL il 2 ottobre 1976: del resto, forse, il suo successo è dovuto proprio all'imitazione di Joe Cocker. Il personaggio di Joliet Jake Blues invece è legato al personaggio di Elwood Blues, il fratello interpretato da Dan Aykroyd e alla Blues Brothers Band.
La creazione di questi due personaggi, completamente vestiti di nero compresi occhiali e cappelli, risale al 1978. Tutto cominciò quando (durante le riprese di Animal House), Dan Aykroyd, John e Judy andarono a un concerto blues nell'Oregon. John ne rimase entusiasta e da allora si appassionò alla musica blues. Poi insieme a Dan i due ricercarono e riascoltarono vecchi dischi di blues, riproducendoli musicalmente e vocalmente, con buoni risultati. Insieme inventarono un costume che mettesse in risalto la serietà del blues: un abito del tutto nero, con occhiali e cappello, giacca e cravatta, camicia bianca. Volendo trasformare questa idea in uno sketch comico al SNL per vedere l'effetto, il 22 aprile 1978 Belushi e Aykroyd comparvero per la prima volta in TV come Jake ed Elwood Blues. Misero insieme una band con vari noti musicisti, chiamata Blues Brothers Band, e prepararono la serata.
Nel 1975 i due avevano già suonato insieme vestiti da api, interpretando una musica chiamata I'm a King Bee, molto prima però che venisse l'idea dei fratelli Blues. Il 22 aprile fu mandato in onda questo sketch, intitolato semplicemente Rock Concert, nel quale si videro per la prima volta i Blues Brothers, che eseguirono Hey Bartender. Lo sketch durava pochi minuti, ma a questo ne seguirono altri e altri ancora, facendo raggiungere ai due un inaspettato successo. Già pochi mesi dopo gli spettacoli in cui John si mostrava come un Blues Brother e come cantante erano numerosi, fino alla realizzazione del film diretto da Landis The Blues Brothers (1980). Visto l'immenso successo riscosso dal film, il personaggio di "Jake Blues" fece il giro del mondo. Furono incisi anche quattro dischi, più le altre 10 reincisioni seguenti alla morte di John.
Sin dal 1978 e soprattutto in quell'anno si aprì per John e la Blues Brothers Band un intensissimo periodo di spettacoli musicali in diretta. Oltre ai 5 sketch al SNL, i Blues Brothers furono invitati agli anfiteatri di San Francisco, New York, San Diego e Los Angeles. In questo periodo la band con John Belushi si spostò per tutti gli Stati Uniti, tenendo lunghi concerti serali in diretta TV. Tutte le musiche eseguite furono poi incise negli album, così come le musiche del film uscito nel 1980. Mentre questo accadeva, le imitazioni di John al SNL erano frequentissime.
Grazie agli incassi della produzione dello show, vennero realizzati una serie di cortometraggi, spettacoli TV e musical dove compariva quasi tutta la troupe. John Belushi era nella maggior parte dei casi richiesto con Dan Aykroyd in un concerto nelle vesti di Blues Brothers (come in Things We Did Last Summer o Grateful Dead: The Closing of Winterland). In diversi musical, oltre che cantare compariva alla batteria o alla chitarra elettrica. Ma c'erano anche i semplici cortometraggi comici. Per esempio, lo sketch dello scrittore Tom Schiller intitolato "Don't Look Back In Anger", nel quale interpretava un vecchio che al cimitero va a visitare le tombe dei suoi amici morti e, dopo aver confessato di essere un ballerino, si mette a ballare tra le tombe.
Al SNL ebbe buoni rapporti anche con Chevy Chase, Eddie Murphy, Steve Martin e molti altri, che in seguito avranno buoni ricordi di lui. La moglie Judy confessò in un'intervista che il SNL era il vero talento, creatività e repertorio di John. Il 1979 fu l'ultimo anno di John al SNL, poiché, a partire da maggio 1979, cominciarono ad arrivargli diverse offerte cinematografiche. Al SNL era comparso ben 367 volte nel cast e stava ormai per affermarsi sul grande schermo, con nuovi film già in programma, alcuni dei quali scritti da Dan Aykroyd. Il 1980 fu l'anno di massimo successo, quando venne riconosciuto come stella di Hollywood e "genio della commedia".

### Il grande schermo
(John Belushi interpreta Bluto in Animal House.)
Stranamente a John non fu offerto di fare nessun film fino al 1978, nonostante la sua ormai acquisita fama: fu una pellicola prodotta dalla National Lampoon Magazine e con un cast che prevedeva attori nuovissimi dello spettacolo a volerlo. Una piccola parte John l'aveva già fatta col cast del SNL nel film musicale e parodia dei Beatles All You Need Is Cash: un film di soli 75 minuti diretto da Eric Idle e Gary Weis, dove il personaggio di John, di nome Ron Decline, era il promotore finanziario più temuto al mondo e le uniche frasi rassicuranti che diceva erano davanti allo specchio. John in questo film (girato nel 1977 ma uscito l'anno dopo), compare solo in due piccole scene e la pellicola non è mai stata doppiata in italiano, visto che è solo un film TV.
Poco dopo fu la volta di Animal House, film girato in sole quattro settimane alla fine del 1977 per rimettere a posto gli affari della National Lampoon, in cerca di nuovi attori. Interpreti esordienti come Tom Hulce, Stephen Furst, Bruce McGill non avevano fatto quasi nessun film e con questo sfondarono; l'unico attore che faceva eccezione era Donald Sutherland. Il ruolo di John è famoso: lo svogliatissimo e combinaguai John Blutarsky (detto "Bluto"), capo delle matricole del gruppo Delta nel noto Faber College in Pennsylvania, che riesce a farsi espellere dopo il settimo anno a causa dei bassissimi voti e dei guai procurati alla struttura. Insieme ai suoi compari, si vendicherà buttando all'aria il corteo dei diplomi. Il film, accolto da enormi incassi e oggi ancora famoso, fu al primo posto come commedia americana. Tutto il 1978 per John fu costituito da un successo davvero da star, dovuto anche ai continui spettacoli come Blues Brother: racconta oggi la moglie che tutto questo successo lo faceva essere felice e turbato allo stesso tempo. Infatti continuava a lamentarsi di non saperlo gestire e di non saper soddisfare i suoi fan. Aveva persino insegnato trucchi ai suoi amici per non farsi riconoscere per strada. Per sfuggire alla città si trasferì con Judy in una villa sull'isola di Martha's Vineyard, lo stesso posto nel quale si erano rifugiati i suoi amici del SNL per il medesimo motivo. Anche Bill Murray si rese conto in quel periodo del salto che aveva fatto, dalle misere paghe del teatro fino a un così grande successo.
Nell'agosto del 1977 a John Belushi era stato offerto di partecipare a una commedia western interpretata e diretta da Jack Nicholson: Verso il Sud. Fino a ottobre, Belushi e la moglie risiedettero in un bungalow con l'attore Ed Begley Jr., anche lui nel cast. La pellicola non ebbe buona critica. Il personaggio di John in questo film è un vice sceriffo di origini messicane di nome Hector, non troppo intelligente, che fa coppia con l'altro vice Towfield (Christopher Lloyd). Le sue apparizioni e quelle di Ed Begley non erano frequenti, così i due attori e Judy si fecero diversi giri per Durango (Messico), dove si girava il film: una specie di vacanza estiva. Il 1979 non fu un anno di molti film, solo due, a parte il doppiaggio di un cartone animato francese del 1975 di nome Tarzoon - La vergogna della giungla. Gli era stata offerta una sostanziosa parte nel film di Joan Tewkesbury Old Boyfriends - Il compagno di scuola, con Talia Shire e Keith Carradine, ma il film, già girato nel 1976, uscì solo nel 1979 deludendo i produttori e anche lo stesso John.
La storia racconta di una donna, reduce da una depressione, che decide di andare a trovare tutti gli ex fidanzati: uno di questi era impersonato da John, che nel film è il cantante rock Eric Katz, il fidanzato della protagonista ai tempi del college. John in questo film compare per quasi 20 minuti e nell'unico ruolo comico del film; per tutto il tempo Eric Katz subirà la vendetta della ex fidanzata, che si vendica allo stesso modo di quando era stata lasciata nuda al college per uno scherzo di Eric. Il film ebbe molto poco successo e non procurò alcun guadagno al produttore. A incassare una somma decisamente più alta e un guadagno sufficiente fu invece il film 1941: Allarme a Hollywood, uscito nel dicembre 1979 e girato questa volta nello stesso anno, il cui risultato economico però non soddisfece l'ormai famoso regista Steven Spielberg.
Il film mostra attori come Ned Beatty, Robert Stack, Tim Matheson e Treat Williams e lo stesso Dan Aykroyd presi da una psicosi bellica e dalla paura di un attacco giapponese a Hollywood. John è uno scatenato e ubriacone capitano d'aviazione americana di nome Wild Bill Kelso, pronto a sconfiggere gli invasori giapponesi a tutti i costi con un P-40 Warhawk, che alla fine viene catturato dai nipponici: una comicità demenziale in un contesto di guerra. Gli incassi per Belushi non furono alti nel 1979, invece con Animal House aveva guadagnato 400.000 dollari (come confessa il produttore del film in un'intervista). Nello stesso anno, la nonna paterna moriva per un problema al cuore: la madre di John disse di lei che era una nonna davvero speciale che viveva per i propri nipoti e John soffrì molto per la sua dipartita.

#### L'apice del successo con "The Blues Brothers"
Nel 1980 fu la volta di The Blues Brothers, nuovamente con Dan Aykroyd: i due interpretano i fratelli "Joliet" Jake (Belushi) ed Elwood (Aykroyd) Blues, i due personaggi che, introdotti nel cinema da John Landis, diventarono in breve tempo famosi in tutto il mondo, inconfondibili nelle loro tenute nere e occhiali da sole. Le riprese impegnarono quasi tutto l'anno e all'inizio il film sembrò quasi un fiasco negli Usa, ma finì per rivelarsi invece un successo mondiale. John Landis dichiarò che fare un film dove i visi dei protagonisti sono sempre nascosti dagli occhiali da sole era stato un vero rischio. John Belushi raggiunse la sua massima fama. Il film fu prodotto da Robert K. Weiss e da Bernie Brillstein (da poco manager di John). La vicenda narra di due fratelli che decidono di salvare l'orfanotrofio in cui hanno trascorso l'infanzia, procurandosi i 5000 dollari necessari per pagarne le tasse. Il problema è guadagnare il denaro onestamente, in modo che la suora a capo della struttura possa accettarli.
I due decidono di ottenere i soldi esibendosi con la loro band musicale, ricostituita con questo preciso scopo. Dopo una serie di inseguimenti, scontri, e vari reati i fratelli riescono a consegnare i 5000 dollari appena in tempo, prima di finire in prigione. Il film ottenne tanto successo anche per il numero di cantanti famosi inseriti nella storia: James Brown nelle vesti di un prete, Ray Charles nei panni di un commerciante di strumenti e Aretha Franklin in quelli della proprietaria di un fast food. Poi ci sono Cab Calloway nel ruolo di un aiutante all'orfanotrofio, l'uomo che ha cresciuto Jake ed Elwood introducendoli alla musica blues, e John Lee Hooker che interpreta un chitarrista di strada. John lo definisce in un'intervista "un buon film, film di Chicago, film musicale e senza droga né sesso". Dopo questo trionfo John cominciò un lunghissimo progetto di nuove commedie scritte in gran parte da Dan Aykroyd. Ne erano già in programma più di 5, ma riuscirà a farne solo due prima di morire.

#### Ultimi film
Il primo degli ultimi due film di Belushi fu Chiamami aquila di Michael Apted, una romantica storia d'amore di cui John era il protagonista (per la cronaca, questo è il film preferito di suo fratello Jim perché è a suo dire quello che meglio di tutti fa capire come fosse John in realtà): il personaggio di Belushi è un giornalista di Chicago di nome Ernie Souchak, che per scrivere degli articoli contro l'assessore Yablonowitz si ritrova a vivere sulle montagne con una studiosa di aquile di nome Nell Porter (Blair Brown). In seguito Ernie s'innamora follemente della donna. Questa fu l'unica pellicola romantica nella carriera di John Belushi.
L'ultimo film fu I vicini di casa di John G. Avildsen, commedia nera in cui per la terza e ultima volta John Belushi recita al fianco dell'amico Dan Aykroyd: in questo film interpreta il ruolo del povero Earl Keese, un uomo che conduceva una vita tranquilla che viene sconvolta totalmente dai nuovi invadenti vicini Vic (Aykroyd) e Ramona (Cathy Moriarty).
Le riprese del film videro continui litigi tra il regista Avildsen e John, a causa di disaccordi sulla sceneggiatura. Entrambi gli ultimi due lavori non incassarono molto, particolarmente l'ultimo: nessun confronto era possibile col successo avuto con i Blues Brothers. In queste ultime pellicole, lontane dal suo tradizionale umorismo demenziale, Belushi si conferma un attore di razza, non soltanto come comico; quando uscì I vicini di casa a John restavano solo tre mesi prima di morire e la sua situazione era già molto grave.

### L'alcol, la droga e la morte

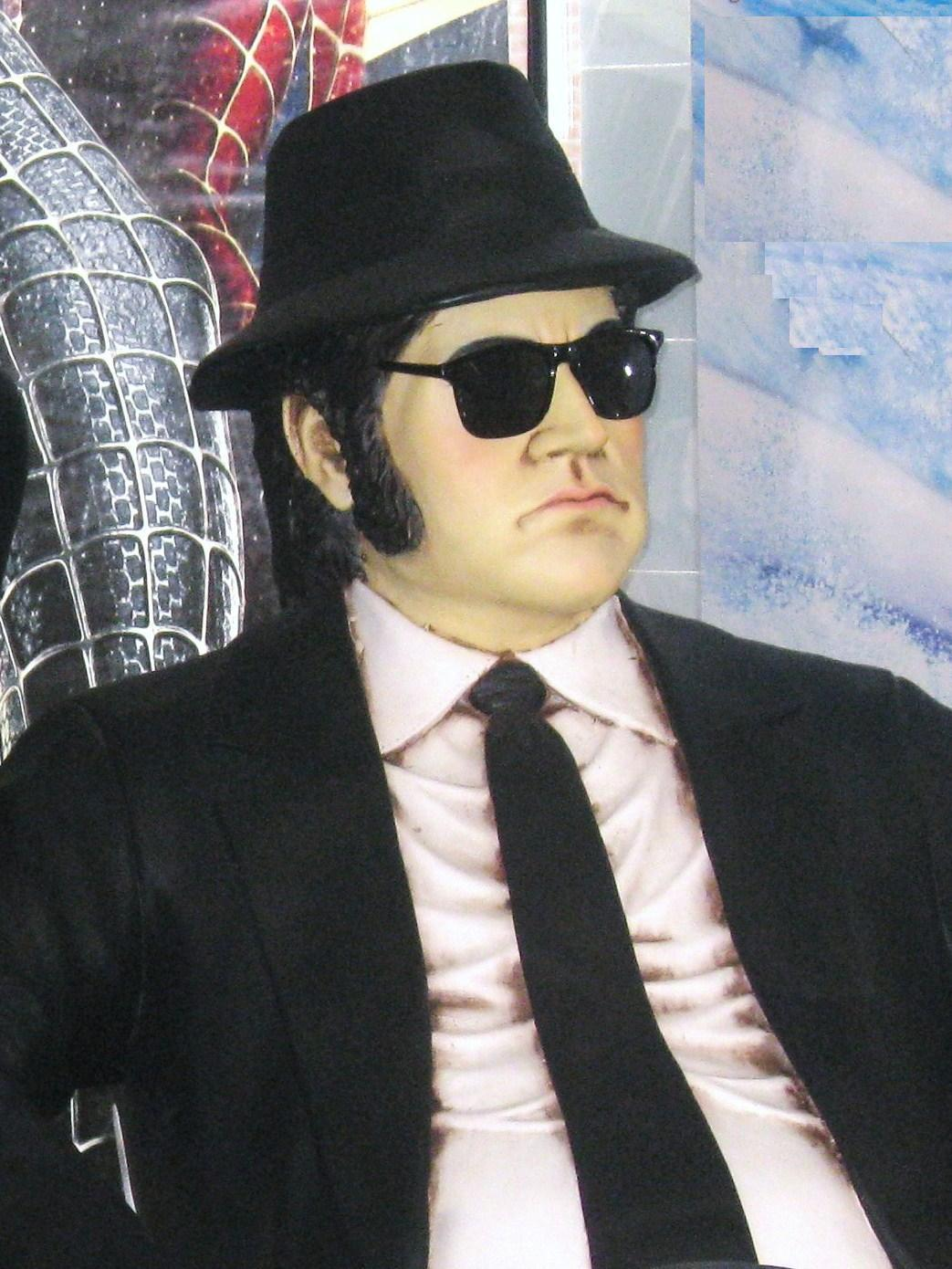
Statua di John Belushi

Accanto al successo, Belushi visse un'esistenza segnata dalla dipendenza dalla droga, iniziata sin dallo show Lemmings nel 1973: proprio questa dipendenza finì per costargli la vita all'apice della sua carriera. Negli anni dopo Lemmings, il problema non fece che aggravarsi, rendendo in alcuni casi difficile il rapporto con la moglie Judy e impedendo a quest'ultima di avere una gravidanza, come spiegato nel libro di Bob Woodward Wired.
Durante gli anni con il SNL la condizione di dipendenza di John si aggravò, anche a causa del successo e dei continui impegni che egli mal gestiva. In quasi tutti gli spettacoli dei Blues Brothers John assumeva una dose di cocaina con una siringa, nella convinzione che questo lo aiutasse nelle sue prestazioni: sia i suoi amici sia Judy cercarono di aiutarlo a liberarsi dalla droga, facendogli passare dei periodi di astinenza, stato che però non divenne mai permanente.
Come è capitato a tante star, la fama ottenuta lo portò all'alcolismo, problema che ebbe un picco nel 1979, quando il suo successo subì un brusco calo. Amante dei viaggi, spendeva molti dei soldi guadagnati per girare il mondo e per acquistare case sparse negli Stati Uniti. Viaggiò molto soprattutto a partire dal 1978: andò in Colorado, in Australia, più volte in Europa.
Il suo lato più nascosto rimaneva sempre l'assunzione di cocaina. A parte gli spettacoli dei Blues Brothers, i registi che diressero i suoi film dissero che non era facile lavorare con John: sul set era davvero bravo, ma fuori da esso cambiava. Forse questo dimostra la verità della sua frase: "La scena è il solo posto dove so davvero quello che faccio". Ebbe ottimi rapporti lavorativi solo con la SNL e con il film Animal House, grazie al fatto che sugli sketch aveva maggior libertà d'improvvisazione, cosa alla quale John teneva molto.
A parte durante le riprese di Animal House, fonti rivelano che sul set degli altri film si presentava sotto l'effetto di droghe o di alcol: in 1941: Allarme a Hollywood si presentò diverse volte ubriaco, scordando le battute e ritardando le riprese; in Old Boyfriends - Il compagno di scuola girò tutta la sua parte sotto l'effetto della cocaina e nei Blues Brothers si ubriacò spesso nelle notti che il cast passava sul set per qualche lunga scena. Queste condizioni divennero insostenibili nell'anno 1981 dopo che, girati i due ultimi film, John cominciò a risentire dell'effetto di nove anni di dipendenza dalla cocaina: era divenuto molto superstizioso, indifferente, aggressivo, isolato e mostrava tutti i sintomi di un'assunzione frequente.
I suoi amici e soprattutto Dan Aykroyd si preoccupavano molto per lui e per il suo comportamento, come ha rivelato la stessa moglie Judy. Negli ultimi mesi di vita, sulla stampa si sparse voce dei problemi che John aveva con la cocaina: in molti cercarono più volte di spingerlo a curarsi, ma egli si rifiutò sempre. La sera del 4 marzo 1982 andò a una festa presso l'hotel Chateau Marmont a West Hollywood: al party erano presenti anche Robert De Niro e Robin Williams. Poche ore prima aveva prelevato dal suo manager Bernie Brillstein 1500 dollari per comprare una chitarra: acquistò invece un pedale per la batteria e col resto una dose di cocaina e una di eroina.
Tornò all'hotel la sera e dopo la festa andò nel suo bungalow, il numero 3, con la cantante Cathy Evelyn Smith: entrambi erano ubriachi. Come affermato dalla stessa Cathy in una successiva intervista, fu lei a sbagliare la proporzione tra le due sostanze e a iniettare con una siringa lo speedball di cocaina ed eroina a John, il quale subito dopo si mise a letto. La mattina dopo, sul tardi, il suo amico Bill Wallace lo trovò privo di vita: gli praticò un massaggio cardiaco, senza successo, prima di chiamare un'ambulanza e il suo manager Bernie. Dopo circa mezz'ora di tentativi per rianimarlo, il medico legale Thomas T. Noguchi dichiarò il decesso. Intanto era sopraggiunta la polizia per circondare la zona, al fine di evitare che la folla radunatasi lì fuori si avvicinasse troppo. Del decesso furono subito avvertiti la stampa nazionale e i suoi parenti.
La Smith rivelò poco dopo di aver praticato l'iniezione in stato di ebbrezza: la cantante fuggì all'estero, per ritornare poi, nel 1986, negli Stati Uniti a scontare 15 mesi di reclusione. John Belushi riposa all'Abel's Hill Cemetery a Martha's Vineyard, Massachusetts; ai suoi funerali, tenutisi con rito ortodosso, furono presenti il suo grande amico Dan Aykroyd sulla sua moto, seguito dal fratello Jim, dai genitori Adam e Agnes, dai fratelli Billy e Marian e da tutti gli amici e conoscenti che avevano lavorato con lui: Bill Murray, Chevy Chase, Eric Idle, Carrie Fisher e altri. Pochi mesi prima di morire John, scherzando, aveva chiesto a Dan se al suo funerale gli avrebbe suonato la canzone The 2000 Pound Bee (traducibile in italiano come "L'ape da una tonnellata") dei The Ventures: l'amico mantenne la promessa. È cosa nota che, dopo la morte di John, Dan ebbe una crisi depressiva che lo portò a ritardare i suoi impegni cinematografici.
Belushi avrebbe dovuto a breve cominciare le riprese di un nuovo film, Ghostbusters - Acchiappafantasmi; la prima versione della sceneggiatura, scritta da Dan Aykroyd insieme a Harold Ramis, vedeva infatti come interpreti principali Belushi, Aykroyd ed Eddie Murphy (poi sostituito nel film da Ernie Hudson), tre membri del cast originale del Saturday Night Live. L'improvvisa morte di Belushi fece ritardare di due anni il progetto, che venne realizzato solo nel 1984: quello che doveva essere il suo ruolo fu ricoperto da Bill Murray. Oltre a Ghostbusters, John Belushi fu ingaggiato per i film Una poltrona per due e Spie come noi, entrambi a fianco del suo fedele amico Dan Akroyd. Dopo la sua morte i suoi ruoli furono presi da Eddie Murphy per il primo, e Chevy Chase per il secondo.

## Filmografia

### Attore

#### Cinema
- Animal House (National Lampoon's Animal House), regia di John Landis (1978)
- Verso il sud (Goin' South), regia di Jack Nicholson (1978)
- Old Boyfriends - Il compagno di scuola (Old Boyfriends), regia di Joan Tewkesbury (1979)
- 1941 - Allarme a Hollywood (1941), regia di Steven Spielberg (1979)
- The Blues Brothers (The Blues Brothers), regia di John Landis (1980)
- Chiamami aquila (Continental Divide), regia di Michael Apted (1981)
- I vicini di casa (Neighbors), regia di John G. Avildsen (1981)

#### Televisione
- National Lampoon's Lemmings, regia di Tony Hendra e Michael Keady (1973)
- Saturday Night Live - show TV, 88 episodi (1975-1979, 1980)
- The Beach Boys: It's OK, regia di Gary Weis (1976)
- The Richard Pryor Special?, regia di John Moffitt (1977)
- All You Need Is Cash, regia di Eric Idle e Gary Weis (1978) - film tv
- Things We Did Last Summer, regia di Gary Weis (1978) - cortometraggio
- Grateful Dead: The Closing of Winterland (1978)
- Steve Martin's Best Show Ever, regia di Dave Wilson e Eric Idle (1981)

### Sceneggiatore
- Saturday Night Live 23 episodi (1976-1987)
- The Special Beach Boys (1976)
- National Lampoon's Lemmings - sketch comici (1973)
- The Best of Dan Aykroyd (1986)
- The Best of John Belushi (1985)

## Doppiaggio
- Craig Baker in Tarzoon - La vergogna della giungla

## Teatro
- Shawnee Summer Theater, (1969-1971)
- The Second City (Chicago), regia di Bernard Salhins (1971-1973)

## Doppiatori italiani
Nelle versioni in italiano delle opere in cui ha recitato, John Belushi è stato doppiato da:
- Massimo Giuliani in The Blues Brothers - I fratelli Blues, Chiamami aquila
- Gil Baroni in Animal House[6]
- Manlio De Angelis in Verso il sud
- Carlo Baccarini in 1941 - Allarme a Hollywood
- Oreste Lionello ne I vicini di casa

## Personaggi diSaturday Night Live
Personaggi comici esistenti e inventati da Belushi:
- "Joliet" Jake Blues
- Samurai Futaba
- Il capitano Ned, uno dei compari di Miles Cowperthwaite
- Jacob Papageorge, personaggio inventato da lui nel ruolo di Jake Blues, sul film "The Blues Brothers"
- Jeff Widette, dallo sketch "The Widettes"
- Kevin, dagli sketch "The Mall"
- Kuldorth, dallo sketch "The Coneheads" (Le Teste di Cono)
- Larry Farber, dallo sketch: "La Coppia Farber". La moglie di Larry (John Belushi) è interpretata da Gilda Radner.
- Lowell Brock, dallo sketch "The H&L Brock Commercials"
- Matt Cooper, dagli sketch intitolati "The Land Shark"
- Pete, dallo sketch "Olympia Cafè" (Il Caffè "Olympia")
- Steve Beshekas, una persona realmente esistente, grande amico di John sin dal college e che faceva parte del trio "West Compass Players".
- Frank Leary, personaggio di "San Topolino di Colombo"
- Adam Belushi, suo padre e prima imitazione fatta.
- Suo zio, fratello della madre Agnes.

Personaggi imitati:
- Al Hirt
- Babe Ruth
- Bert Lance
- Amleto
- Cesar Romero
- Dino De Laurentiis
- Ed Ames
- Ed Asner
- Elizabeth Taylor
- Elvis Presley
- Franklin D. Roosevelt
- Benito Mussolini
- Fred Silverman
- George Wallace
- Henry Kissinger
- Herman Göring
- Adolf Hitler
- Jack Kerouac
- Jawaharlal Nehru
- Jimmy Hoffa
- Joe Cocker
- John Lennon
- Julia Child
- Leonid Il'ič Brežnev
- Ludwig van Beethoven
- Marlon Brando
- Menachem Begin
- Richard Daley
- Robert Blake
- Charlie Chaplin
- Roy Orbison
- Sam Peckinpah
- Gandhi
- Steve Rubell
- Sun Myung Moon
- Tip O'Neill
- Truman Capote
- Vasilij Alekseev
- William Shatner
- Woody Hayes
- Yasser Arafat

## Documentari
Tra i diversi documentari televisivi dedicati alla vita di John Belushi, i più importanti sono:
- John Belushi The E!True Hollywood Story (1998) – trasmesso nel 2002 da Coming Soon Television Italia
- Final 24 (2006) – questo documentario del 2006 ripercorre le ultime 24 ore di vita di John, include interviste a Bernie Brillstein, Judith Belushi Pisano e Dan Aykroyd. Trasmesso in Italia su Discovery Channel e sul canale Iris di Mediaset Premium
- Biography: John belushi Funny You Should Ask (1994) – documentario di History Channel sulla vita di John Belushi. Include le videointerviste girate da Judith Belushi Pisano tra il 1985 e il 1986 a amici e familiari di John, filmati amatoriali privati e altro ancora. Questo documentario, disponibile in DVD ufficiale dal sito di Biography, è stato trasmesso in italiano nel 2005 da LA7 nella trasmissione Atlantide: storie di uomini e mondi, ma in versione ridotta.
- John Belushi: Dancing On The Edge – speciale trasmesso da Biography nel 2010 e trasmesso in Italia nel 2012 con il titolo John belushi: un comico blues su History Channel Italia
- John belushi: Too Young Too Die – speciale tedesco trasmesso nel 2012 sul canale francotedesco ARTE e trasmesso dai Rai 3 nel 2016 con il titolo Troppo giovani per morire
- Autopsy: The Last Hours of John Belushi – speciale trasmesso dal canale Reelz nel marzo 2016, attualmente inedito in Italia
- John Belushi - it happened here (2018) – speciale trasmesso dal canale Reelz, inedito in Italia
- Belushi (2020) – documentario di R.J. Cutler voluto fortemente da Judith Belushi Pisano. Questo documentario è stato creato usando materiale di archivio privato di Judith. È stato trasmesso in Italia da Sky